# روت أديلي 2015
روت أديلي 2015 (بالفرنسية: Route Adélie de Vitré 2015 )‏ هو سباق دراجات هوائية، وهو الموسم رقم 20 من نفس السباق، وأقيم في 3 أبريل 2015، وامتدّ لمسافة 197.8 كيلومتر، وهو أحد سباقات طواف أوروبا للدراجات 2015، وقد شارك في السباق 129 متسابقاً ووصل إلى نهايته 104 متسابقاً.
فاز فيه بالمركز الأول رومان فيلو، وبالمركز الثاني ناصر بوهاني، وبالمركز الثالث تيموثي دوبونت.

## الفرق
| فرق عالمية (2)- AG2R La Mondiale - FDJ فرق قارية محترفة (8)- أندروني جوكاتولي-سيدرمك 2015 ‏ - Bretagne-Séché Environnement - Cofidis, Solutions Crédits - Colombia (cycling team) ‏ - Cult Energy Pro Cycling ‏ - Europcar - غازبروم روسفيلو ‏ - UnitedHealthcare Pro Cycling (men's team) ‏ فرق قارية (8)- أرمي دي تير 2015 ‏ - إتش بي بي تي بي – أوبير 93 ‏ - CCT p/b Champion System ‏ - Kinan Racing Team ‏ - ديلكو ‏ - Van Rysel–Roubaix ‏ - فورارلبرغ 2015 ‏ - بنجوال باوليز ساوكس دبليو بي ‏ |  |
| |  |

## الفائزون
| الترتيب | الفائز        |
| ------- | ------------- |
| الفائز  | رومان فيلو    |
| الثاني  | ناصر بوهاني   |
| الثالث  | تيموثي دوبونت |

## وصلات خارجية
- الموقع الرسمي
- روت أديلي 2015 على موقع إحصائيات الدراجات الإحترافية (الإنجليزية)